# Kościół Dobrego Pasterza w Węgorzewie
Kościół Dobrego Pasterza – rzymskokatolicki kościół parafialny należący do dekanatu Węgorzewo diecezji ełckiej. Jeden z rejestrowanych zabytków miasta.
Świątynia została zbudowana w latach 1912–1913 dzięki zaangażowaniu kupca Franza Tietza i urzędnika pocztowego Augusta Hochmanna jako pierwsza świątynia rzymskokatolicka po reformacji. Była to unikalna "piętrowa" kaplica w stylu modernistycznym. Budowla została poświęcona w dniu 5 listopada 1913 roku. Podczas I wojny światowej odprawiał w niej Msze święte kapelan ze szpitala wojskowego w Kętrzynie (ks. Wojciech Rogaczewski). Własnego duszpasterza społeczność katolicka Węgorzewa otrzymała w dniu 1 grudnia 1919 roku. W dniu 18 października 1928 roku przy kościele została utworzona pierwsza w mieście katolicka parafia. Parafia ta funkcjonowała do końca II wojny światowej. W 1947 roku ewangelicki Kościół Świętych Piotra i Pawła został przejęty przez katolików i przy nim została utworzona parafia. Tym samym, kościół Dobrego Pasterza stracił rangę parafialnego, będąc odtąd kościołem rektorskim. Od 4 grudnia 1960 roku, dzięki decyzji biskupa warmińskiego Tomasza Wilczyńskiego, prace przy kościele podjęli księża ze zgromadzenia Salwatorianów. W dniu 24 czerwca 1989 roku dzięki decyzji biskupa warmińskiego Edmunda Piszcza została przy kościele utworzona nowa parafia pod wezwaniem Dobrego Pasterza.